# Ryszard Sobierajski
Ryszard Sobierajski (ur. 18 maja 1930, zm. 9 lipca 2018) – polski działacz konspiracji niepodległościowej w czasie II wojny światowej oraz powojenny działacz kombatancki, w latach 2014–2018 prezes zarządu głównego Związku Kombatantów RP i Byłych Więźniów Politycznych, płk dr hab. w stanie spoczynku.

## Życiorys
W czasie II wojny światowej był członkiem Szarych Szeregów (Hufiec „Romb-Osa”). W 1989 uzyskał habilitację w dziedzinie nauk wojskowych na Wydziale Wojsk Lądowych Akademii Sztabu Generalnego im. gen. Broni Karola Świerczewskiego. Był autorem ponad 100 publikacji naukowych i historycznych. Od 2014 do momentu śmierci piastował funkcję prezesa zarządu głównego Związku Kombatantów RP i Byłych Więźniów Politycznych. W 2016 został powołany do Rady ds. Kombatantów i Osób Represjonowanych. Był także przewodniczącym Krajowej Rady Środowiska Żołnierzy AK.